# Anetzi

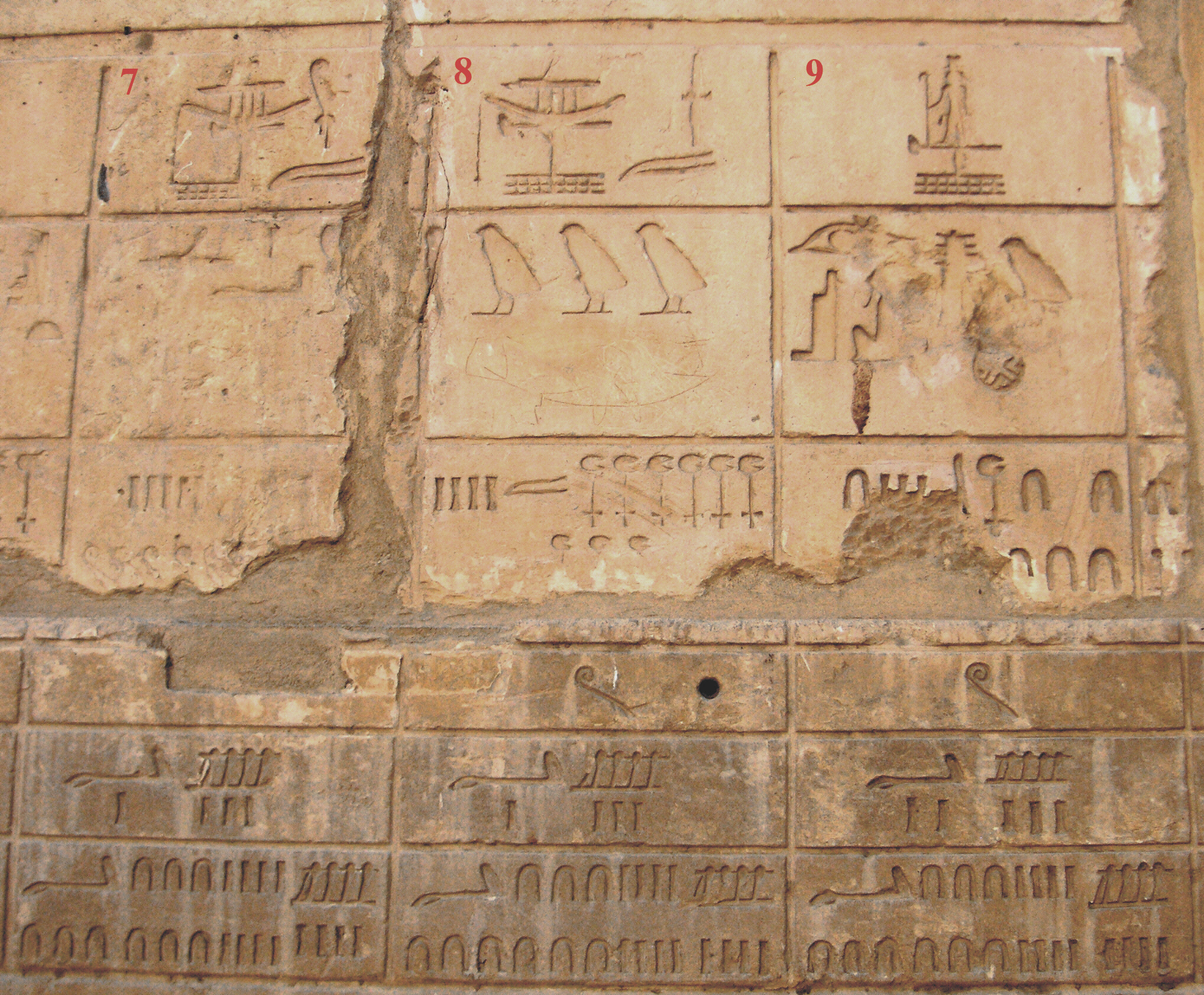
Anetzi, län 9 på "Vita kapellets" vägg i Karnak.

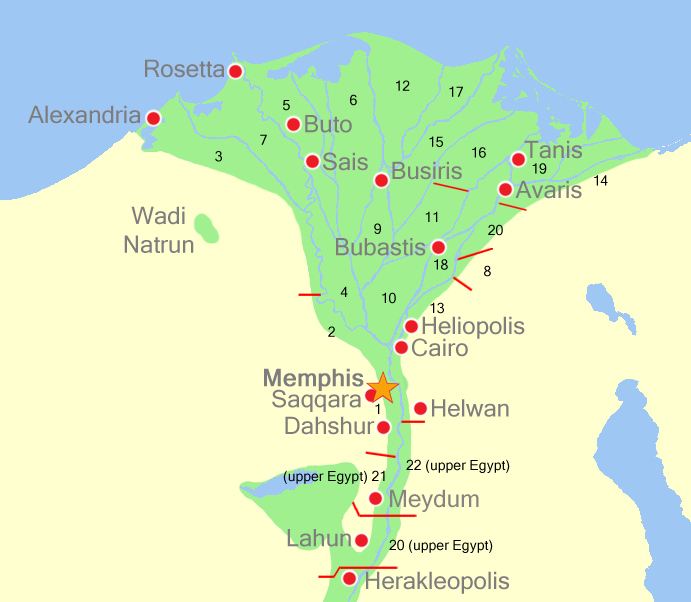
Lägeskarta över nomoi i Nedre Egypten.

Anetzi ("Anedjti", även Ati) var ett av de 42 nomoi (länen) i Forntida Egypten.
| A22 · R12 · N24 |

Anetzi med hieroglyfer

## Geografi
Anetzi var ett av de 20 nomoi i Nedre Egypten och hade nummer 9.
Länets storlek går ej att utläsa, vanligen var länen cirka 30–40 km långa och ytan beroende på Nildalens bredd eller öknens början. Ytan räknades i cha-ta (1 cha-ta motsvarar 2,75 ha) och längden räknades i iteru (1 iteru motsvarar 10,5 km).
Niwt (huvudorten) var Djed/Busiris (dagens Abu Sir Bana).

## Historia
Varje län styrdes av en nomark som officiellt lydde direkt under faraon.
Varje Niwt hade ett Het net (tempel) tillägnat områdets skyddsgud och ett Heqa het (nomarkens residens).
Länets skyddsgud var Anedjti och bland övriga gudar dyrkades främst Horus, Isis och Osiris.
Idag ingår området i guvernementet al-Qalyubiyya.